# Oxyria sinensis
Oxyria sinensis är en slideväxtart som beskrevs av William Botting Hemsley. Oxyria sinensis ingår i släktet fjällsyror, och familjen slideväxter. Inga underarter finns listade i Catalogue of Life.